# Parker megye
Parker megye az Amerikai Egyesült Államokban, azon belül Texas államban található. Megyeszékhelye és legnagyobb városa Weatherford. Lakosainak száma 148 222 fő (2020. április 1.). Parker megye Wise, Tarrant, Johnson, Hood, Palo Pinto és Jack megyékkel határos.

## Népesség
A megye népességének változása:
| Lakosok száma | 117 277 | 118 269 | 119 626 | 121 418 | 126 042 | 148 222 |
|               | 2010    | 2011    | 2012    | 2013    | 2015    | 2020    |